# Балка Дубова (притока Орелі)
Балка Дубова — балка (річка) в Україні у Юр'ївській селищній громаді Павлоградського району Дніпропетровської області. Ліва притока річки Орелі (басейн Дніпра).

## Опис
Довжина балки приблизно 10,85 км, найкоротша відстань між витоком і гирлом — 9,03 км, коефіцієнт звивистості річки — 1,20. Формується декількома балками та загатами. На деяких ділянках балка пересихає.

## Розташування
Бере початок на північній околиці села Нове. Тече переважно на північний захід і на західній стороні від села Чернявщина впадає у річку Оріль, ліву притоку річки Дніпра.
Населені пункти вздовж берегової смуги: Святотроїцьке, Голубівське.

## Цікаві факти
- У пригирловій частині балку перетинає автошлях Т 0412[3] (автомобільний шлях територіального значення у Дніпропетровській області. Пролягає територією Дніпровського, Самарівського та Павлоградського районів через Кам'янське — Шульгівку — Михайлівку — Котовку — Перещепине — Чернявщину — Жемчужне. Загальна довжина — 197 км.).
- У XX столітті на балці існували молочно-тваринні ферми (МТФ), газгольдери та газові свердловини[2], а у XIX столітті — декілька скотних дворів[1].